# Liste der Baudenkmäler in Stetten (Schwaben)
Auf dieser Seite sind die Baudenkmäler in der schwäbischen Gemeinde Stetten zusammengestellt. Diese Tabelle ist eine Teilliste der Liste der Baudenkmäler in Bayern. Grundlage ist die Bayerische Denkmalliste, die auf Basis des Bayerischen Denkmalschutzgesetzes vom 1. Oktober 1973 erstmals erstellt wurde und seither durch das Bayerische Landesamt für Denkmalpflege geführt wird. Die folgenden Angaben ersetzen nicht die rechtsverbindliche Auskunft der Denkmalschutzbehörde.
 Die Liste gibt den Fortschreibungsstand vom 31. August 2017 wieder und umfasst sieben Baudenkmäler.

## Baudenkmäler nach Ortsteilen

### Stetten
| Lage                      | Objekt                                    | Beschreibung | Akten-Nr.    | Bild           |
| ------------------------- | ----------------------------------------- | --- | ------------ | -------------- |
| Hauptstraße 23 (Standort) | Katholische Expositurkirche St. Sebastian | Dreischiffige Basilika mit eingezogenem Chor und nordöstlichem Satteldachturm, Turm 1483, Langhaus und Chor spätes 17./frühes 18. Jahrhundert, Erweiterung 1878 und 1946/47 durch Joseph Ruf; mit Ausstattung. | D-7-78-199-1 | weitere Bilder |

### Erisried
| Lage                         | Objekt                             | Beschreibung | Akten-Nr.    | Bild           |
| ---------------------------- | ---------------------------------- | --- | ------------ | -------------- |
| Dorfstraße 19 (Standort)     | Ehemaliges Pfarrhaus               | Stattlicher, zweigeschossiger Bau mit Mansardwalmdach und profiliertem Traufgesims, an der Südseite Nische mit Figur des gegeißelten Heilands, 1792; mit Ausstattung.                                    | D-7-78-199-3 | weitere Bilder |
| Dorfstraße 33 (Standort)     | Kleinhaus                          | Zweigeschossiger, giebelständiger Satteldachbau mit profilierten Giebelschrägen, Trauf- und Giebelsohlgesims, frühes 19. Jahrhundert.                                                                    | D-7-78-199-4 | Kleinhaus      |
| Kirchstraße 2 (Standort)     | Katholische Pfarrkirche St. Ulrich | Flachgedeckter Saalbau mit eingezogenem, halbrund geschlossenem Chor und nördlichem Turm mit Spitzhelm, Turm wohl von Thomas Natter 1686, Langhaus und Chor 1763, Umgestaltung 1876/77; mit Ausstattung. | D-7-78-199-5 | weitere Bilder |
| Sennereistraße 22 (Standort) | Ehemaliges Bauernhaus              | Mittertennbau, zweigeschossiger Bau mit flachem Satteldach, teilweise erhaltenes Fachwerk und Ständer-Bohlen-Wände, 17./18. Jahrhundert, um 1900 umgebaut.                                               | D-7-78-199-9 | weitere Bilder |

### Gronau
| Lage                | Objekt                           | Beschreibung | Akten-Nr.    | Bild           |
| ------------------- | -------------------------------- | --- | ------------ | -------------- |
| Gronau 9 (Standort) | Katholische Kapelle St. Wendelin | Kleiner Rechteckbau mit halbrundem Schluss und Dachreiter mit Zeltdach, von Matthias Kreutzer, 1823; mit Ausstattung. | D-7-78-199-7 | weitere Bilder |

### Wipfel
| Lage                | Objekt                       | Beschreibung | Akten-Nr.    | Bild           |
| ------------------- | ---------------------------- | --- | ------------ | -------------- |
| Wipfel 9 (Standort) | Katholische Kapelle St. Anna | Kleiner Rechteckbau mit halbrundem Schluss, Dachreiter mit Spitzhelm, profiliertem Traufgesims und Giebelschrägen, 1899, im Kern älter; mit Ausstattung. | D-7-78-199-8 | weitere Bilder |

## Ehemalige Baudenkmäler
In diesem Abschnitt sind Objekte aufgeführt, die früher einmal in der Denkmalliste eingetragen waren, jetzt aber nicht mehr. Objekte, die in anderem Zusammenhang also z. B. als Teil eines Baudenkmals weiter eingetragen sind, sollen hier nicht aufgeführt werden. Aktennummern in diesem Abschnitt sind ehemalige, jetzt nicht mehr gültige Aktennummern.

| Lage                                      | Objekt                           | Beschreibung                                   | Akten-Nr.    | Bild                             |
| ----------------------------------------- | -------------------------------- | ---------------------------------------------- | ------------ | -------------------------------- |
| Stetten Unggenrieder Straße 13 (Standort) | Holzfigur des Heiligen Sebastian | Um 1600.                                       | D-7-78-199-2 | Holzfigur des Heiligen Sebastian |
| Erisried Schulstraße 9 (Standort)         | Ehemalige Schule                 | Zweigeschossiges Walmdachhaus, 1837, erneuert. | D-7-78-199-6 | Ehemalige Schule                 |